# Sessualità nella guerra di secessione americana
La sessualità nella guerra di secessione americana venne molto influenzata durante il conflitto, come molti altri aspetti della vita quotidiana. L'avvento della fotografia e l'introduzione di nuove tecniche di distribuzione facilitarono l'accesso dei soldati a materiale pornografico e ad intrattenimento di altri generi.

## Articoli pornografici
Negli accampamenti erano disponibili all'acquisto i barracks favorites: romanzi economici a sfondo sessuale. Ad oggi sono conservati solo tre di questi romanzi; locati presso il Kinsey Institute dell'Università dell'Indiana. Erano in vendita anche nudi, in formati da dodici e quindici pollici. Costavano ¢10 al pezzo o $1,20 alla dozzina. Ritraevano donne bianche in azioni comuni, mentre nelle foto più esplicite erano raffigurate donne di colore e indiane. Data la lontananza dei soldati dalle mogli si è ipotizzato che questo materiale fosse usato per la masturbazione.

## Prostituzione
Le prostitute erano solite seguire le truppe in marcia: questo fenomeno avvenne particolarmente attorno all'armata del Potomac, comandata dal maggior generale unionista Joseph Hooker. Il termine inglese "hooker" (prostituta), nonostante fosse attestato sin dal 1845, venne cementificato nell'uso comune da questo fatto.. Per descrivere queste donne venne anche coniato il termine "public woman", donna pubblica, per indicare le prostitute; questo termine venne utilizzato anche in ambito giuridico come definizione.
Questa presenza di prostitute aumentò notevolmente l'incidenza di casi di malattie veneree, molti dei quali avvennero nelle grandi città: Nashville, nel Tennessee; New Orleans; Richmond e a Washington. Il suddetto fenomeno si palesò anche in città minori quando gli eserciti vi stanziavano i loro campi; queste furono invase dal commercio di sesso, tanto da far suscitare questo pensiero ad un soldato, riportato in una lettera alla moglie: "Si dice che una casa su dieci sia un bordello, è una perfetta Sodoma". Nei 4 anni di guerra i casi attestati dall'esercito unionista si dividevano nella seguente maniera: 73.382 casi di sifilide e 109.397 casi di gonorrea tra le truppe bianche, quindi un tasso di 82 casi di infezione su ogni 1000 soldati. Il tasso di infezioni nelle truppe nere erano tuttavia 34 casi di sifilide e 44 di gonorrea su 1000 uomini. Non vi sono dati riguardanti l'esercito confederato, nonostante si possano stimare minori.
L'aumento, avvenuto in coincidenza con la guerra (1861-1865) può essere attribuito a due fattori: la depressione dei soldati e la necessità delle donne di mantenere se stesse e i propri figli durante l'assenza del marito. Alcuni storici hanno correlato l'aumento ad una intenzione delle prostitute, usate come mezzo per diffondere queste malattie alle truppe nemiche, al fine di ostacolare la capacità di combattimento del nemico. L'aumento della domanda portò ad un aumento dell'offerta: difatti nel 1864 erano presenti 450 case di tolleranza a Washington e più di 75 nella vicina Alexandria, Virginia. Un giornale stimò che ci fossero 5000 "donne pubbliche" nel distretto e altre 2500 ad Alexandria e Georgetown, portando il totale a 7500 dal terzo anno di guerra". In Tennessee avvenne un vorticoso aumento nel numero di prostitute; passando da 207 ante bellum a 1500 nel 1863, la maggior parte dei quali nella cosiddetta Smokey Row.  In un tentativo di limitare i danni causati dalle malattie veneree il tenente colonnello George Spalding imbarcò alcune prostitute sul battello a vapore Idahoe inviandole a Louisville, dove non gli fu permesso di sbarcare, dovendo così raggiungere Cincinnati. Molte donne si ammalarono a causa della fame, rendendo necessario il dover tornare a Nashville. Allora il tenente colonnello Spalding istituì un sistema di registrazione per le prostitute, creando un sistema affine a quelli già presenti in Europa, il primo negli Stati Uniti. Il regolamento era così articolato:
1. Che sia rilasciata ad ogni prostitua una licenza, e che una copia venga depositata in questo ufficio, insieme all'indirizzo di residenza.
2. Che venga nominato un chirurgo qualificato che esamini ogni settimana tutte le prostitute, rilasciando certificati a quelle sane e mandando all'ospedale quelle malate
3. Che venga creata una struttura adibita ad ospedale per invalidi e che venga imposta una tassa di ¢50 ad ogni prostituta al fine di finanziare le spese del suddetto ospedale
4. Che tutte le prostitute praticanti la loro professione senza licenza vengano immediatamente arrestate e incarcerate all'ospizio per un periodo non inferiore a 30 giorni.[11]

## Stupro
Il 24 Aprile 1863 Abraham Lincoln firmò il codice Lieber, in cui per la prima volta venne istituito lo stupro come crimine, come espresso nei paragrafi 44 e 47. La pena stabilita era esecuzione o altra pena ritenuta adeguata alla gravezza del crimine
Vi furono alcuni casi di stupro, ma il numero è indeterminabile, in quanto tutti i documenti confederati vennero distrutti. La pena più comune nelle corti marziali era la condanna a morte, attraverso l'impiccagione o il plotone d'esecuzione. Anche solo offrire denaro ad una donna bianca di buona reputazione era considerato stupro; un caso avvenne a Camp Dennison, Illinois, dove un soldato offrì denaro ad una madre e alla figlia in cambio di un rapporto sessuale. A causa delle sue azioni gli venne imposta una pena di 30 giorni di reclusione.
L'avanzata dell'esercito unionista nel territorio confederato generò molta paura nelle donne bianche dei sud, in quanto si vociferava di stupri di massa. Questa paura era però infondata, sebbene avesse delle radici nella realtà: le vittime di stupro da parte dei soldati erano principalmente schiave nere. Vi fu una disparità nelle pene tra i soldati bianchi e quelli neri: questi ultimi erano soggetti a pene più severe.

## Omosessualità
I casi attestati di omosessualità avvennero tutti nel 1865, nella Marina degli Stati Uniti, quando 3 coppie di marinai vennero puniti per attività sodomitiche. La prostituzione maschile invece era rara, ma presente: il Richmond Dispatch, giornale della capitale confederata, recita così in un articolo: "prostitute di ambo i sessi si mostrano in carrozze e sui marciapiedi".
Nel 1864 si tenne un ballo organizzato da un reggimento del Massachusetts di stanza in Virginia a cui parteciparono giovani tamburini vestiti da ragazze. Un soldato scrisse alla moglie di aver dormito con uno dei "boy-girls" , i suddetti travestiti.

## Dopo la guerra
L'arresto di Jefferson Davis, Presidente della Confederazione, che avvenne il 10 Maggio 1865, avvenne in circostanze particolari. Egli infatti si era coperto con lo scialle di sua moglie, suscitando così il diffondersi di voci sulla sessualità del nemico. Stampe dell'epoca raffigurano Davis vestito in abiti da donna, al fine di ridicolizzarlo ulteriormente. Si palesarono anche dubbi sulla sessualità del Presidente Lincoln, in particolare in merito ai suoi due segretari particolari.
Una conseguenza derivante dalla diffusione della pornografia durante la guerra fu l'ascesa di leggi anti-pornografia e oscenità; in particolare la Comstock Act.